# Mec Vannin
Mec Vannin (en mannois :  Les fils de Man) est un parti nationaliste actif sur l'île de Man, fondé en 1962. Son président est Bernard Moffatt, militant et syndicaliste, à l'origine de la formation du parti.
Ce parti milite pour une île républicaine indépendante de la Couronne britannique,. 